# Lorenzo Monaco

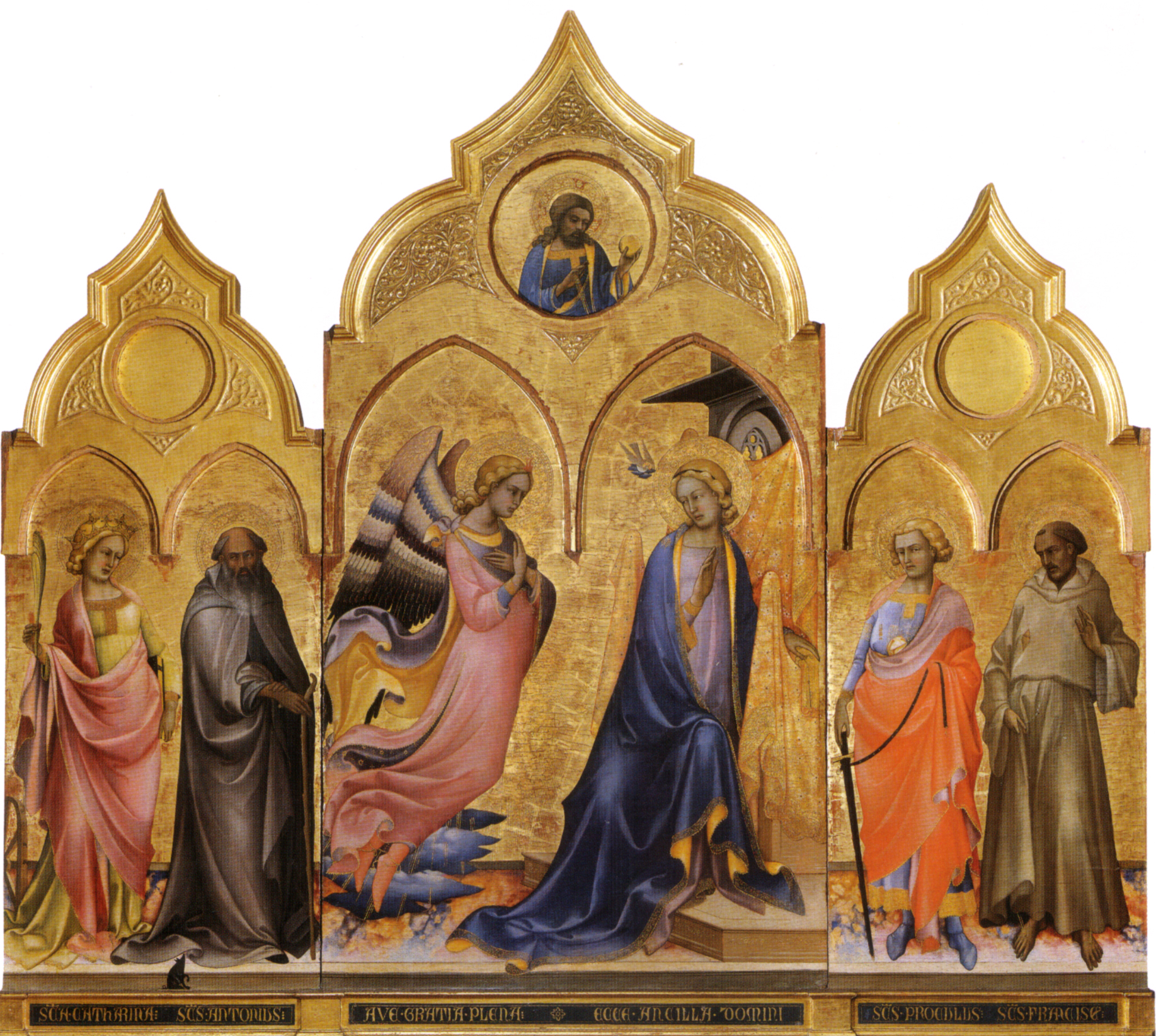
Triptyque de l'Annonciation.

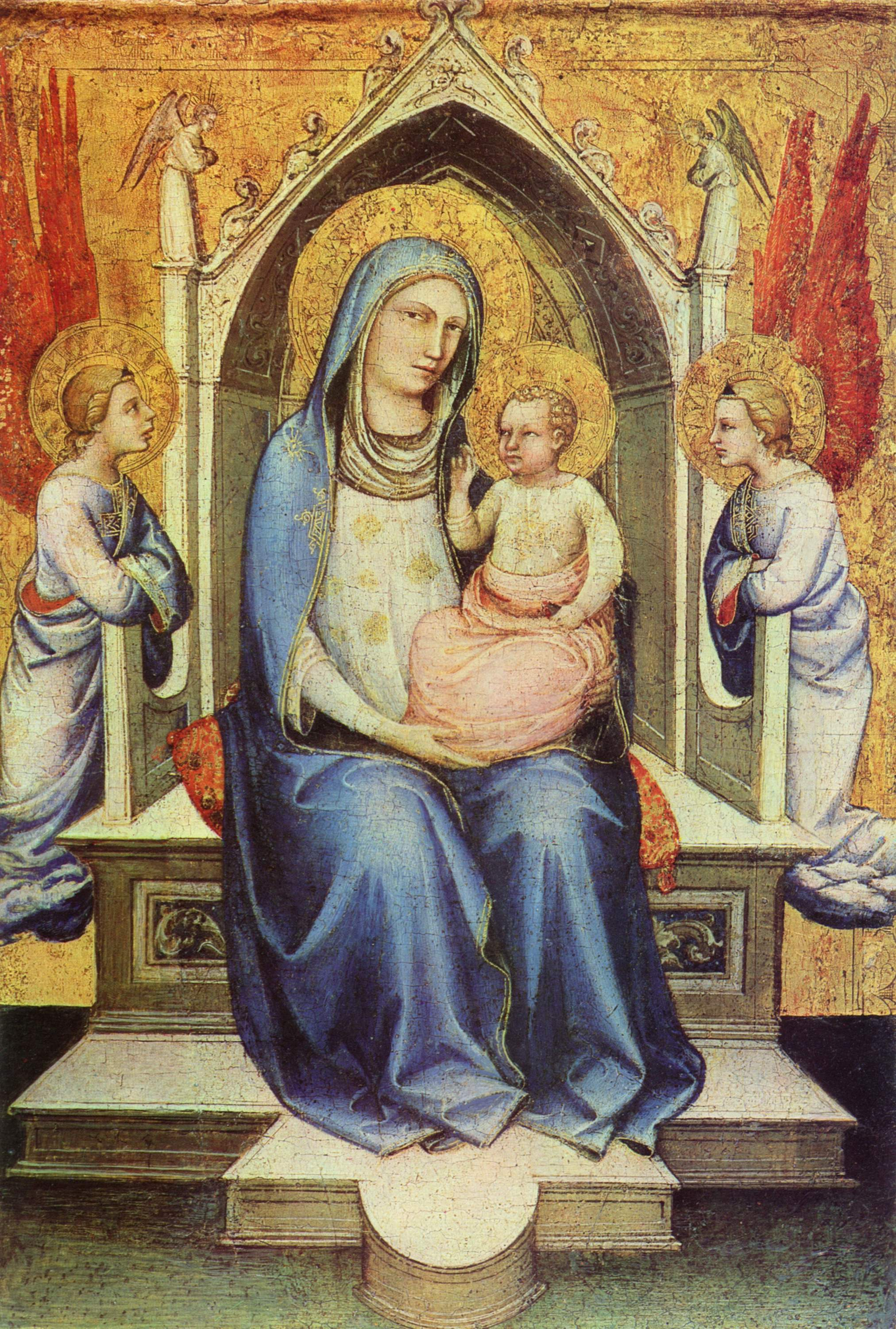
Maestà (Madone au trône).

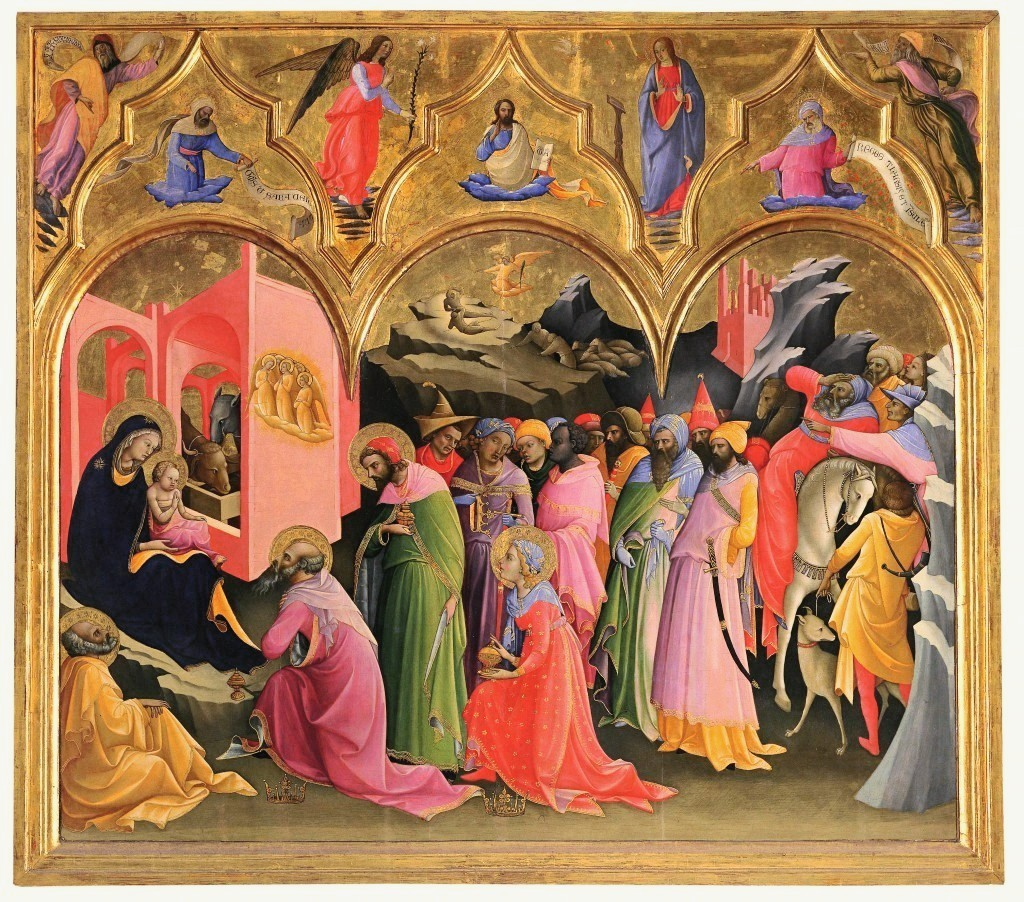
Adoration des mages (1422)

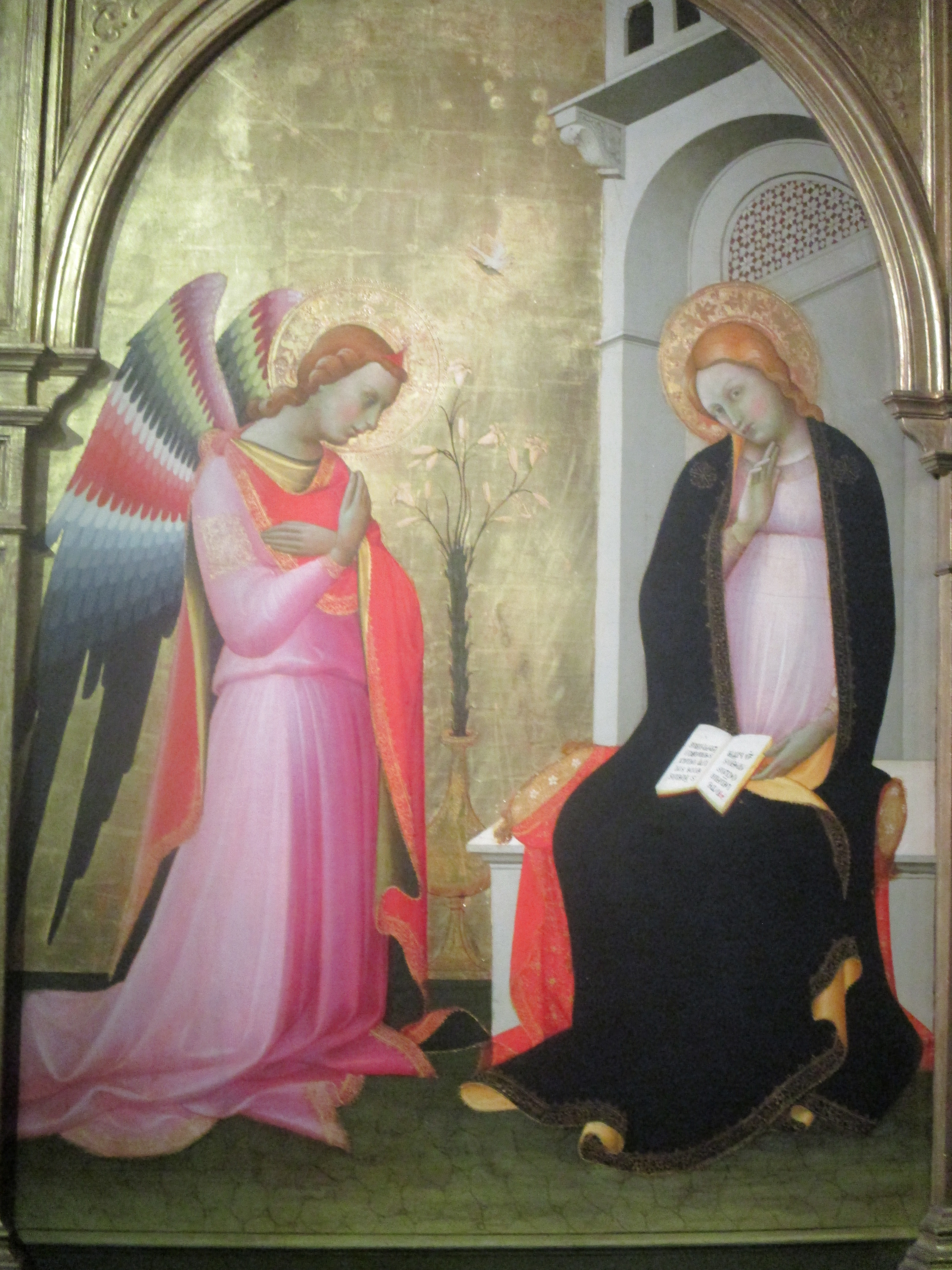
Annonciation (1423-1424), collection Alana (Newark, États-Unis).

Piero di Giovanni dit Lorenzo Monaco ou même Don Lorenzo Monaco voire Don Lorenzo degli Angeli pour Vasari (Sienne, 1370 - Florence, 1424) est un moine, peintre et enlumineur italien de la fin du XIVe et du début du XVe siècle, appartenant à l'école florentine, et qui fut le maître de Fra Angelico.

## Biographie
Si Lorenzo Monaco est Siennois de naissance, sa formation est florentine, dans la plus pure tradition giottesque et sensible aux travaux spinelliens et agnoliens.
En 1391, il devient moine bénédictin camaldule, sous le nom de Laurent des Anges, au monastère florentin de Sainte-Marie-des-Anges où il travaille comme miniaturiste dans le scriptorium et comme peintre sur panneau, considéré à l'époque comme le peintre majeur des sujets sacrés à Florence. Il peint plus sporadiquement à fresque et son œuvre majeure dans cette technique est la décoration de la chapelle de la famille Bartolini à la basilique Santa Trinita.
En 1401, son style s'oriente vers le gothique international. Dans ses nombreux retables à fond doré, on retrouve un style caractéristique des mouvements sinueux des figures et des drapés, des couleurs brillantes et très riches (profusion d'or et bleu de lapis-lazuli), d'originales compositions architecturales.
Malgré sa réclusion monacale, ses réalisations montrent une certaine connaissance des nouveautés de l'époque, de la peinture siennoise et de la peinture nordique.
Il sera le dernier représentant important du style giottesque, avant la révolution de la Renaissance apportée par Fra Angelico (son élève, qui éclipsera le maître, comme c'est sensible dans la Descente de Croix) et Masaccio.

## Œuvres
À la basilique Santa Trinita de Florence, dans la chapelle Bartolini Salimbeni :
- Cycle de fresques de la Vie de la Vierge.
- Annonciation Bartolini Salimbeni

Le reste de ses œuvres est dispersé  dans plusieurs musées du monde :
Plusieurs œuvres sont conservées à la Galleria dell'Accademia de Florence  (dont ses Croce sagomata et dipinta issues de l'hôpital Santa Maria Nuova de Florence) et à la National Gallery de Londres.
Au Musée des Offices de Florence on peut voir :
- Madonna col Bambino in trono fra i santi Giovanni Battista, Lucia, Antonio Abate, Pietro, Giuliano e Caterina (1395-1400)
- San Moisè, san Giovanni Battista, san Pietro, san Paolo (1395)
- avec le « Maestro della predella Sherman », Madonna del latte con santi e angeli, Annunciazione, Crocifissione con dolenti, santi (1390), 1425 –1430
- Croce sagomata e dipinta (1400-1410) - Crucifix sans relief, chantournés et peints, issus de l'hôpital Santa Maria Nuova de Florence.
- Triptyque de l'Annonciation (1410)
- Redentore benedicente (1410-1415)
- Crocifissione, Vergine dolente, San Giovanni Evangelista (1405-1410)
- Polittico della Madonna in trono e santi (1410)
- Madonna col Bambino e santi (1408)
- Santa Caterina d'Alessandria, san Caio Papa (1390-1400
- Cristo in Pietà con i simboli della Passione (1404)
- Orazione nell'orto (1395-1400)
- Couronnement de la Vierge parmi les anges et les saints ; au registre supérieur : l'Annonciation et le Christ bénissant, 1414[3]
- L'Adoration des mages (détrempe sur bois), 1422[4]

Dans d'autres musées on retrouve :
- Le Couronnement de la Vierge, 1395, Institut Courtauld, Londres[5]
- Saint Jérôme à son étude  (vers 1420), Rijksmuseum,  Amsterdam[6],  inv. no SK-A-3976
- Saint François recevant les stigmates  (1420), Rijksmuseum,  Amsterdam, inv. no SK-A-4006
- Le Christ au jardin des Oliviers et Les Saintes Femmes au tombeau (deux panneaux rassemblés[7]), 1408, huile sur bois, 68.5 × 29 cm, musée du Louvre, Paris[8].
- Retable du Couronnement de la Vierge (c. 1407-1409), monastère de l'ordre camaldule ;
- Épisodes de la vie de saint Benoît (c. 1407-1409), peinture sur bois, 30 × 65 cm, Musées du Vatican, Rome ;
- Nativité (1409), prédelle, Metropolitan Museum of Art, New York ;
- Vierge à l'Enfant (1413), National Gallery of Art, Washington, D.C.[9]
- Retable du Couronnement de la Vierge  (1414), jadis à l'église Santa Maria degli Angeli, Florence ;
- Retable de Saint Laurent  (1406), Musée du Petit Palais, Avignon ;
- Crucifix de Budapest, (v. 1410), tempera sur bois, × 146 × 84 cm, Musée des Beaux Arts, Budapest ;
- Le Couronnement de la vierge entourée de saints en adoration, 1414, National Gallery, Londres[10]
- Saint Onofrius, Musée national San Marco, Florence[11]
- Scènes de la vie de saint Onuphre (Onofrius) (inachevé), 1425, Galleria dell'Accademia de Florence

Collections privées
- Annonciation (1423-1424), tempera et or sur panneau 169,6 x 120,7 cm, collection Alana, Newark (États-Unis)[12]

Plusieurs manuscrits enluminés, sont conservés à la Bibliothèque Laurentienne, Florence ;
à la National Gallery of Art :
- Miniature  du Christ donnant les clefs à saint Pierre,  Rosenwald Collection[13] ;
- Miniature du Prophète orant, Rosenwald Collection[14] ;

et au Musée du Louvre :
- Les Trois Marie au tombeau (enluminure sur parchemin)[15].